# Paenui Fagota
Paenui Fagota (ur. 28 sierpnia 1978) – tuwalski piłkarz grający na pozycji napastnika, a także siatkarz.

## Piłka nożna
W latach 2003–2007, Fagota występował w tuwalskim klubie Lakena United, który zdobył w tym czasie dwa tytuły mistrza kraju.
W 2003 roku podczas Igrzysk Pacyfiku, Fagota rozegrał cztery spotkania, a w meczu przeciwko drużynie Kiribati, zdobył swojego jedynego gola w reprezentacji (Tuvalu wygrało 3-2). Tuwalczycy nie liczyli się jednak w walce o czołowe lokaty.
Podczas eliminacji do Mistrzostw Świata w 2010 roku, Fagota reprezentował Tuvalu w trzech spotkaniach. Łącznie, Tuwalczycy odnieśli trzy porażki i jeden remis, tracąc przy tym 22 gole. Ostatecznie, reprezentacja tego kraju zajęła ostatnie miejsce w swojej grupie i nie odniosła awansu do kolejnej fazy eliminacji.

## Siatkówka
W 2011 roku, Fagota został powołany do narodowej reprezentacji siatkarskiej na Igrzyska Pacyfiku 2011. Podczas tego turnieju, reprezentacja Tuvalu nie wygrała żadnego z trzech spotkań, przez co Tuwalczycy nie liczyli się w walce o najwyższe lokaty.